# Janowo-Cegielnia
Janowo-Cegielnia (prononciation : [jaˈnɔvɔ t͡sɛˈɡʲɛlɲa]) est un hameau polonais de la gmina de Strzałkowo dans le powiat de Słupca de la voïvodie de Grande-Pologne dans le centre-ouest de la Pologne.
Il se situe à environ 7 kilomètres au nord de Strzałkowo (siège de la gmina), à 9 kilomètres au nord-ouest de Słupca (siège du powiat) et à 62 kilomètres à l'est de Poznań (capitale régionale).

## Histoire
De 1975 à 1998, le hameau faisait partie du territoire de la voïvodie de Konin.

Depuis 1999, Janowo-Cegielnia est situé dans la voïvodie de Grande-Pologne.